# Oleh Tverdochlib
Oleh Tverdochlib (in ucraino Олег Твердохліб?; 3 novembre 1969 – 18 settembre 1995) è stato un ostacolista ucraino, fino al 1991 sovietico.

## Palmarès

### Europei
- 1 medaglia[1]:
  - 1 oro (Helsinki 1994 nei 400 m ostacoli)

### Universiadi
- 1 medaglia[2]:
  - 1 bronzo (Sheffield 1991 nei 400 m ostacoli)